# Takahiro Kitsui
Takahiro Kitsui (japanisch 木匠 貴大 Kitsui Takahiro; * 4. April 1993 in Fujiidera, Präfektur Osaka) ist ein japanischer Fußballspieler.

## Karriere
Takahiro Kitsui erlernte das Fußballspielen in der Schulmannschaft der Hatsushiba Hashimoto High School sowie in der Universitätsmannschaft der Sangyō-Universität Kyōto. Seinen ersten Vertrag unterschrieb er am 1. Februar 2016 beim FC Osaka. Der Verein aus Osaka, einer Stadt in der Präfektur Osaka, spielte in der vierten Liga, der Japan Football League. 2022 feierte er mit Osaka die Vizemeisterschaft und den Aufstieg in die dritte Liga.

## Erfolge
FC Osaka
- Japan Football League: 2022 (2. Platz)  ▲